# Flavon (particule)
Cet article concerne la particule hypothétique. Pour la localité italienne, voir Flavon.
Les flavons sont des bosons hypothétiques, des particules élémentaires introduites pour modéliser la saveur (flavour ou flavor, en anglais). Comme pour toute autre particule élémentaire en théorie quantique des champs, il leur serait associé des champs de flavon notés HF, des champs de Higgs (scalaires).
Les champs de flavon seraient à l'origine de la brisure de symétrie conduisant à l'existence des trois familles de leptons (à des niveaux d'énergie supérieurs aux masses des flavons — inconnues —, il y aurait une symétrie de saveur, alors que les leptons des trois familles ont des masses très différentes). La transition de phase associée à la brisure spontanée de la symétrie de saveur pourrait être responsable de l'inflation cosmique (ou d'une inflation cosmique parmi plusieurs).
À la fin de la période d'inflation, les flavons ont pu interagir avec les fermions du modèle standard pour générer la hiérarchie des masses des fermions et définir leurs angles de mélange (en). Le degré radial du flavon a alors dû décroître rapidement par couplage aux fermions, mais le degré axial a pu rester pratiquement stable : ces flavons axiaux sont de sérieux candidats pour expliquer la matière noire.
Un flavon de haute énergie devrait se désintégrer en une paire de bosons Z et concurremment en un quark top et un quark charmé, avec à l'état final un ou plusieurs leptons. Ces désintégrations sont recherchées par le LHC.